# Andrzej Waligórski

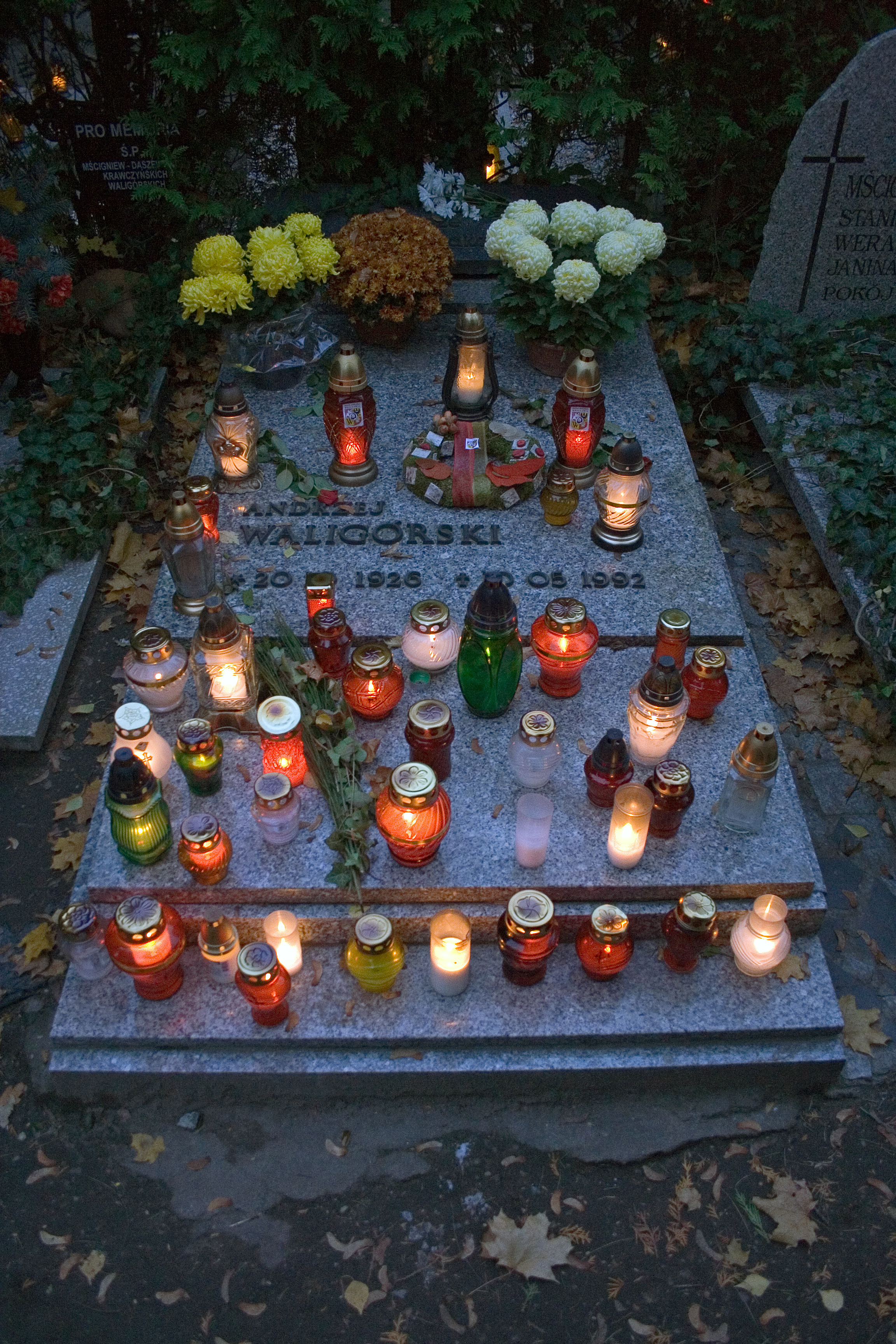
Grób Andrzeja Waligórskiego na Cmentarzu Grabiszyńskim we Wrocławiu w dniu 2 listopada 2009

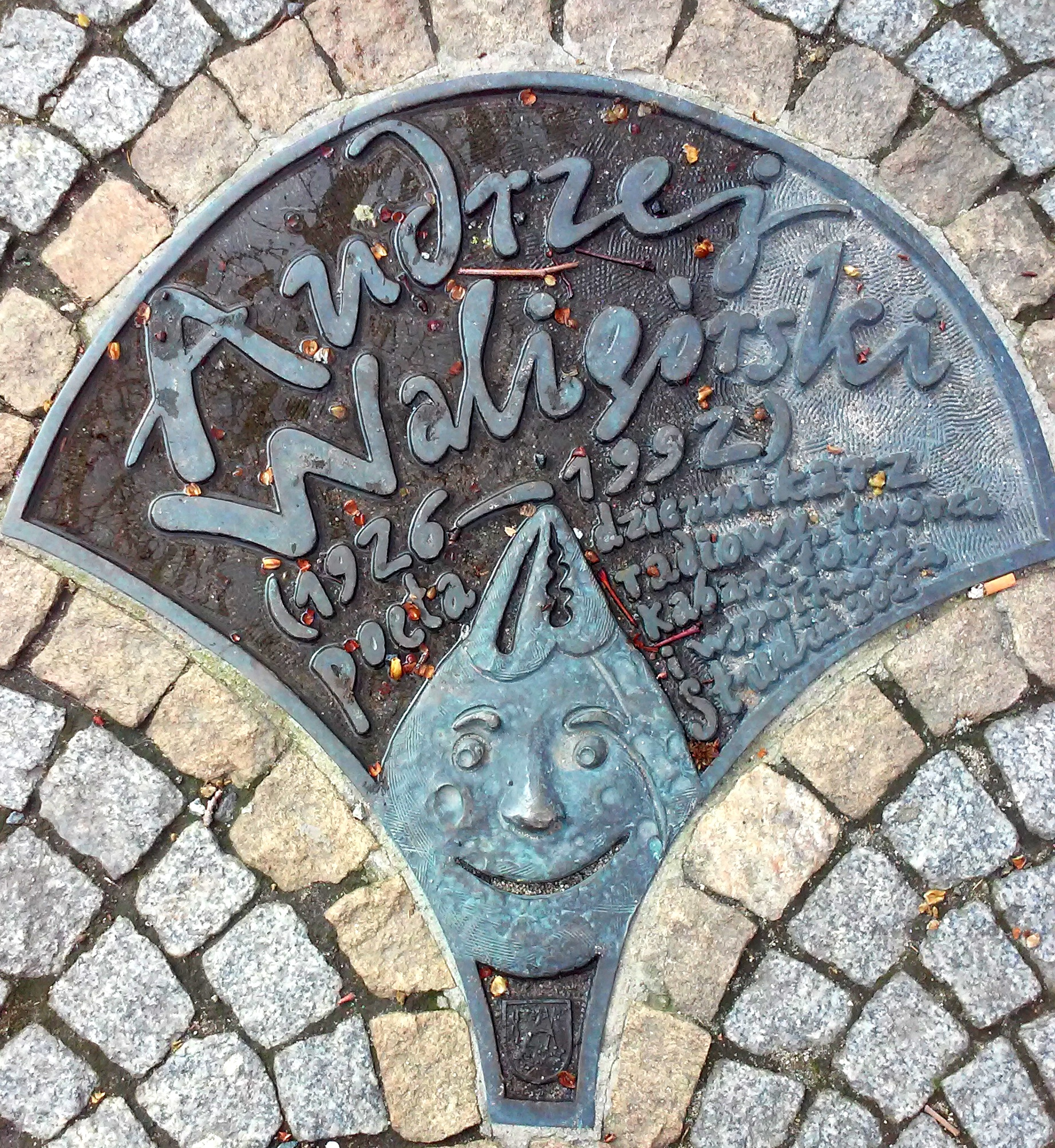
Tablica pamiątkowa w Alei Gwiazd Satyrykonu na głównym deptaku Legnicy (ul. Najświętszej Marii Panny)

Andrzej Waligórski (ur. 20 października 1926 w Nowym Targu, zm. 10 maja 1992 we Wrocławiu) – polski aktor, poeta, satyryk, dziennikarz, długoletni współpracownik Polskiego Radia we Wrocławiu.

## Działalność
Zasłynął jako twórca tekstów piosenek wykonywanych między innymi przez Tadeusza Chyłę (Ballada o cysorzu) i Olka Grotowskiego z Małgorzatą Zwierzchowską (około tysiąca piosenek). Sam określał siebie często jako tekściarza.
Był kierownikiem wrocławskiego radiowego magazynu rozrywkowego „Studio 202”, gdzie wypromował kabaret „Elita”, z którym następnie podjął współpracę.
Stworzył postać Dreptaka (symbol przeciętnego Polaka z jego wadami i zaletami), był autorem m.in. „Bajeczek Babci Pimpusiowej”, felietonu radiowego Pocztówki z Karłowic oraz popularnego słuchowiska radiowego „Rycerze”  nadawanego w magazynie „60 minut na godzinę”, parodiującego  Trylogię Henryka Sienkiewicza (pochodzi z niego piosenka „Hej, szable w dłoń”).
Przyjaźnił się z mieszkającym we Wrocławiu estońskim aktorem Brunonem Oją.
Jego wiersze publikował na ostatniej stronie tygodnik „Najwyższy CZAS!”. Nie utożsamiał się z żadną opcją polityczną, przez pewien czas był członkiem Stronnictwa Demokratycznego.
Zmarł na zawał serca.
Był patronem Gimnazjum nr 16 przy ul. Jemiołowej we Wrocławiu. Jego imię otrzymała także jedna z ulic w południowej części Wrocławia, łącząca ul. Sudecką z ul. Powstańców Śląskich w Parku Południowym. Od 1995 członkowie kabaretu Elita („Akademia Humoris Causa”) przyznają nagrody im. Waligórskiego – „Andrzeje”.